# Babia Góra
La Babia Góra (littéralement en français : « montagne des vieilles femmes » ou « des sorcières ») est une montagne située entre la Pologne et la Slovaquie.

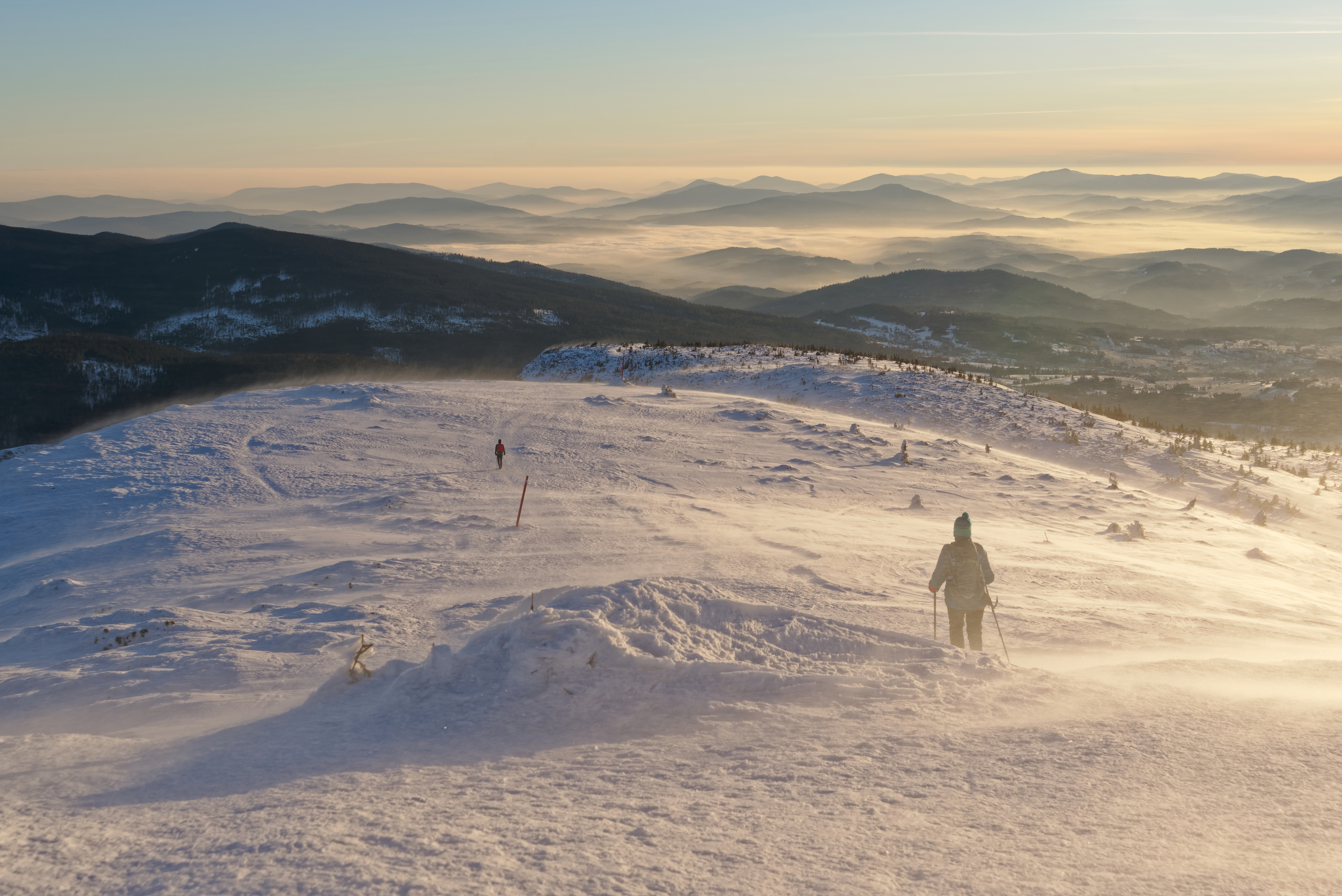
Ski de randonnée à la Babia Góra.